# 耳基水苋
耳基水苋（学名：Ammannia arenaria）为千屈菜科水苋菜属下的一个种。